# Huacachina
Huacachina est un village situé dans la région et province d'Ica, au Pérou, près de la ville d'Ica. En 1999, sa population était de 115 habitants. Le village est construit autour d'un petit lac, ce qui en fait la deuxième oasis du continent (après celle du village chilien de San Pedro de Atacama). Huacachina est un lieu de villégiature pour les familles d'Ica et une attraction touristique pour les étrangers désireux de venir admirer les dunes et pratiquer le sandboard. La légende veut que l'oasis naquit lorsqu'une belle princesse indigène s'y réfugia pour échapper à un chasseur. La végétation se serait alors développée dès lors qu'elle serait entrée en contact avec l'eau, l'origine des dunes s'expliquant quant à elle par les marques de plis laissées par le manteau de la princesse. Des rumeurs continuent encore aujourd'hui à maintenir l'histoire selon laquelle la jeune femme serait devenue une sirène, qui nagerait toujours dans les eaux du lac.  
Récemment, les habitants de Huacachina ont pu constater l'implantation de puits par des entreprises privées aux alentours de l'oasis. Cela a eu pour conséquence de réduire considérablement le niveau d'eau du lac, les eaux souterraines étant drainées par les puits. Pour compenser cette perte d'eau et conserver l'attrait touristique du lagon, les services publics ont commencé à créer un nouveau puits profond de 80 mètres pour assurer un approvisionnement régulier en eau dans les années à venir.

## Galerie
|                        |
| Panorama extérieur (1) |

|                                 |
| Panorama pris aux abords du lac |

|                    |
| Vue d'ensemble (1) |

|                 |
| Plan d'ensemble |

|                    |
| Panorama intérieur |

|                |
| Jeu de reflets |

|                    |
| Vue d'ensemble (2) |

|                        |
| Panorama extérieur (2) |

|                 |
| Plan horizontal |

|                    |
| Vue d'ensemble (3) |

|                    |
| Vue intérieure (1) |

|                                            |
| Tour en buggy dans les dunes de Huacachina |

|                                                    |
| Relief en hommage à la princesse inca Huacca China |